# 泥土之界
是2017年上映的美国历史剧情片，由迪·里斯执导，里斯与维吉尔·威廉姆斯编剧，改编自希拉里·乔丹2008年出版的同名小说，演出阵容包括嘉莉·慕萊根、蓋瑞特·荷德倫、傑森·克拉克、杰森·米切尔、玛丽·布莱姬、羅伯·摩根、喬納森·班克斯。故事发生在第二次世界大战期间，一位白人退伍老兵和一位黑人退伍老兵回到密西西比州乡下的故土，以自己的方式应对种族歧视和創傷後壓力症。电影于2017年1月21日在圣丹斯电影节首映，同年11月17日在Netflix和部分院线上映。
电影获得第75屆金球獎最佳電影女配角和最佳原創歌曲两项提名，在第90屆奧斯卡金像獎上获得最佳女配角、最佳原创歌曲、最佳改編劇本、最佳攝影四项提名。

## 剧情
故事发生在密西西比三角洲，白人兄弟亨利和杰米在暴风雨中挖坟墓，将逝去父亲的灵柩安葬其中。黑人佃农哈普·杰克逊和妻女乘马车路过，亨利碰见，让哈普过来帮忙。亨利其实并不愿意叫哈普过来，哈普回应亨利也是支支吾吾。
一切还要从几年前说起，亨利·麦克艾伦带着妻子劳拉、两个女儿，以及极度歧视黑人的父亲帕皮搬到密西西比州的马里埃塔（Marietta）镇生活，在租房的时候被骗，被迫住在当地农场佃農家隔壁。佃农哈普和妻子弗洛伦斯一家人在农场的棉田里工作，期盼有朝一日能有自己的土地。二战爆发后，杰米和杰克逊的长子罗塞尔参军，分别加入美國陸軍航空兵團和美国陆军。两人都在欧洲战场参战，杰米驾驶B-25轰炸机，罗塞尔指挥M4坦克，都因战争患上严重的創傷後壓力症。与此同时，罗塞尔还爱上了德国的一位白人女子。
与此同时，他们在密西西比州的家人都过着拮据的生活，两家人出于生存需求相互扶持：麦克艾伦家的两个女儿患上百日咳，弗洛伦斯给麦克艾伦的妻子提出帮助，之后劳拉让弗洛伦斯长期帮忙照顾两个女儿。杰克逊家的骡子接受安乐死后，亨利把自家骡子租给杰克逊家，杰克逊以一半收成为薪水。杰克逊别无选择，只能接受亨利的提议，这样一来就从佃农变成了经济社会地位更低的佃户。哈普是当地黑人社区的牧师，在帮助修教堂的时候摔断了腿，无法下地劳作。劳拉从亨利的保险箱里拿钱给哈普，让他去看医生，亨利发现后非常生气，让他们本来就毫无激情的婚姻关系变得恶化。哈普最终康复，避免家人陷入社会地位衰退的地步。
战争结束后，罗塞尔和杰米退伍返乡，发现自己变了，密西西比三角洲还没有变。杰米患上創傷後壓力症，开始出现酗酒倾向。罗塞尔在欧洲没有遇到种族歧视，回到密西西比州再次遇到，这让他很是苦恼。两人了解彼此的困难，而且都有参军经历，因此熟稔起来。罗塞尔问身为白人的杰米为何这么尊重他，杰米说之前执行轰炸任务的时候出了事，是一位黑人飞行员救了他。杰米与劳拉越来越亲密，但酗酒程度越来越严重，有一次醉酒开卡车，出了车祸。亨利出门旅游，临行前让杰米在自己回来前暂时离开农场。罗塞尔收到心爱德国女人寄来的信件，对方在信中透露他们有了孩子，希望他回欧洲跟他们一起生活，同时附上了他们混血孩子的照片。罗塞尔和杰米一起开车外出，路上罗塞尔分享了这个喜讯。杰米的父亲帕皮在路上碰到他们，罗塞尔赶紧低下头。帕皮问杰米为什么要和罗塞尔这个黑人交好，责备杰米经常喝醉酒，还嘲笑劳拉对杰米动心。罗塞尔发现他儿子的照片丢了，帕皮在车里捡到这张照片。杰米准备离开的时候，碰到劳拉，两人发生性关系。
罗塞尔发疯似的寻找儿子的照片，结果落入帕皮和[三K党]]的埋伏，被对方痛打一顿。帕皮把杰米带去谷仓，三K党正准备在谷仓里处决罗塞尔，因为他跟白人女友生孩子。杰米为了救罗塞尔，用枪口对准父亲帕皮，也被三K党痛扁并绑起来。三K党要杰米为罗塞尔选择刑罚，要么把他的眼睛、舌头或睾丸割掉，要么取他性命。杰米非常痛苦，小声说出“舌头”，罗塞尔的舌头就被割掉。事后三K党没有给罗塞尔松绑，就把他留在谷仓里，让家人来找他。杰米心里始终憋着一股气，半夜里叫醒了帕皮。帕皮对杰米在战场上的经历不以为然，因为他从未有正视过在战场上杀掉的人的眼睛。杰米看着帕皮的眼睛，用枕头闷死了他，劳拉对亨利撒谎说帕皮是在睡梦中死去的。
第二天，杰米和亨利正给帕皮挖坟墓的时候，碰到带着少得可怜的家当，坐着马车离开农场的杰克逊一家。哈普同意榜帕皮搬运棺材，还帮忙念祈祷文。为了谴责邪恶的帕皮，哈普念起了《約伯記》第14章第2节至第12节经文。杰米走近杰克逊一家的马车，把德国女人的信交给弗洛伦斯，请她把信交给罗塞尔。又过了一段时间，杰米搬进城里，罗塞尔回到欧洲，与德国情人和儿子团聚。

## 演员
- 嘉莉·慕萊根 饰 劳拉·麦克艾伦（Laura McAllan），本姓查佩尔（Chappell），亨利的妻子
- 蓋瑞特·荷德倫 饰 杰米·麦克艾伦（Jamie McAllan），亨利的兄弟
- 傑森·克拉克 饰 亨利·麦克艾伦（Henry McAllan），杰米的兄弟
- 玛丽·布莱姬 饰 弗洛伦斯·杰克逊（Florence Jackson），哈普的妻子
- 羅伯·摩根 饰 哈普·杰克逊（Hap Jackson）
- 杰森·米切尔（英语：Jason Mitchell） 饰 罗塞尔·杰克逊（Ronsel Jackson），哈普的儿子
- 喬納森·班克斯 饰 帕皮·麦克艾伦（Pappy McAllan），杰米和亨利的父亲
- 弗兰基·史密斯（Frankie Smith）饰 马龙·杰克逊（Marlon Jackson）
- 肯尼迪·德罗辛（Kennedy Derosin）饰 莉莉·梅·杰克逊（Lilly May Jackson）
- 伊丽莎白·温德利（Elizabeth Windley）饰 阿曼达·利·麦克艾伦（Amanda Leigh McAllan）
- 皮佩·布莱尔（Piper Blaire）饰 伊莎贝尔·麦克艾伦（Isabelle McAllan）
- 杰森·柯克帕特里克（Jason Kirkpatrick）饰 奥里斯·斯托克（Orris Stokes）
- 凯瑞·卡希尔（Kerry Cahill）饰 萝丝·特里克尔班克（Rose Tricklebank）
- 奥耶莱克·奥卢瓦福拉坎米（Oyeleke Oluwafolakanmi）饰 克利夫（Cleve）
- 小凯尔文·哈里森（英语：Kelvin Harrison Jr.） 饰 威斯（Weeks）
- 露西·福斯特（英语：Lucy Faust） 饰 薇拉·阿特伍德（Vera Atwood）
- 狄倫·阿諾 饰 卡尔·阿特伍德（Carl Atwood）
- 萨曼莎·霍弗（Samantha Hoefer）饰 雷斯（Resl）
- 杰拉尔丁·辛格（Geraldine Singer）饰 查佩尔女士（Mrs. Chappell）
- 亨利·弗雷斯特（Henry Frost）饰 泰迪·查佩尔（Teddy Chappell）
- 克劳迪奥·拉尼亚多（Claudio Laniado）饰 珀尔曼医生（Dr. Pearlman）
- 查理·万斯（Charley Vance）饰 萨克警长（Sheriff Thacker）

## 制作
电影于2016年3月21日宣布开发，迪·里斯担任导演，主演包括嘉莉·慕萊根、蓋瑞特·荷德倫、傑森·克拉克和杰森·米切尔。5月25日，玛丽·布莱姬宣布加盟。5月31日，喬納森·班克斯和罗布·摩根宣布加盟。

### 拍摄
2016年5月，拍摄工作在路易斯安那州新奥尔良启动。对于开头的场景，剧组用雨塔进行人工降雨，而广角镜头拍摄的雨为自然降雨。拍摄工作历时29天，其中有两天在布达佩斯取景，拍摄二战戏份。
制片工作受热浪和雷暴天气影响。摄影指导蕾切尔·莫里森因此患上光照性皮炎，邻近地区的龙卷风警报也推迟了拍摄工作。主角罗塞尔和杰米之间的一场戏原计划在路边拍摄，因雨天修改，改在杰米的皮卡车里面拍摄。

#### 摄影
迪·里斯让莫里森聚焦展现“美国梦与美国现实的对比”，莫里森于是去查阅农业安全管理局（Farm Security Administration）摄影师的著作，以此作为色彩和构图的参考，尤其是多萝西·兰格、亚瑟·罗斯坦、本·沙恩和沃克·埃文斯的作品。另一个主要参考来源是哥頓·派克斯1950年代在《生活》杂志发表的文章《种族隔离的故事》（A Segregation Story），借此寻找“感觉像時代劇，但不让人觉得褪色”的色彩。
莫里森将剧组想要实现的目标称为“主观自然主义”，首先看上去是真实的，然后在主要情节点处用灯光进行戏剧化处理，但始终保持真实。为了保持真实，焦点要放在画面上面的元素，而不是时代剧本身：“时代剧不是电影的角色，泥土是角色，天气是角色，房子是角色......我们想通过那些体验来更多地评论那些艰难的时期。”

### 服装设计
迈克尔·T·鲍伊德担任电影的服装设计师。片中贫困阶层所穿的部分服装可追溯到1930年代，而不是故事发生的1940年代；剧组有意这样安排，是希望观众觉得这些服装是几代人传承下来的，因为他们买不起衣服。而剧中军装则是原型的复制品。
对于罗塞尔被三K党埋伏的戏份，鲍伊德混用了不同的服装：“穷困潦倒的男人戴着饲料袋般的兜帽，眼睛遭人挖掉，被人用绳子绑着。如果让他们穿上白色长袍，场面就不会那么的震撼了。这在某种程度上显得更加真实和贴切；这不是一场游行，不是一场焚烧十字架大会，而是一场纯粹的親密暴力，我觉得这种设计为场景增添几分质感。”

## 发行
电影于2017年1月21日在圣丹斯电影节首映，首映礼结束后获得A24、安纳布尔纳影业和娱乐工作室竞相购买。2017年1月29日，Netflix以创当年圣丹斯电影节纪录的1250万美元买下电影发行权。同年11月17日，电影在Netflix和部分院线上映。

### 反响
根据評論匯總网站爛番茄汇总的199篇评论文章，97%的评论家给予该作正面评价，平均打分为8.2分（满分10分）。该网站总结的评论家共识是“《泥土之界》以精湛的演技和细致入微的细节展现了美国历史，其乡村阶级斗争的场景所引发的共鸣远远超出了场景本身的时代剧设定。”在Metacritic上，44位影評人共給予了85分的分數（滿分100分），這部電影獲得了「一致好評」。
《芝加哥太陽報》的理查德·罗珀给出3.5/4星评价，赞扬选角及导演工作。《滾石》的彼得·崔維斯给出3.5/4星评价，赞扬布莱姬的表演，以及里斯的导演工作：“导演和摄影师蕾切尔·莫里森巧妙地刻画了三角洲地区各种族、各社会阶层人民所经受的苦难。然而，真正吸引我们注意力的是这些人物内心的风暴，这也是《泥土之界》成为一部让人欲罢不能的佳作的原因。”
2019年，《影音俱樂部》将泥土之界列入2010年代100部最佳电影榜单。

### 奖项
| 大奖                       | 颁奖日期       | 奖项                         | 获得者 | 结果  | 参考          |
| -------------------------- | -------------- | ---------------------------- | --- | ----- | ------------- |
| 澳大利亚影视艺术学院国际奖 | 2018年1月6日   | 最佳女配角                   | 玛丽·布莱姬 | 提名  | [ 22 ]        |
| 美国退休人员协会成人电影奖 | 2018年2月5日   | 最佳群戏                     | 《泥土之界》 | 提名  | [ 23 ]        |
| 奥斯卡金像奖               | 2018年3月4日   | 最佳女配角奖                 | 玛丽·布莱姬 | 提名  | [ 24 ]        |
| 奥斯卡金像奖               | 2018年3月4日   | 最佳改編劇本                 | 迪·里斯、维吉尔·威廉姆斯 | 提名  | [ 24 ]        |
| 奥斯卡金像奖               | 2018年3月4日   | 最佳攝影                     | 蕾切尔·莫里森 | 提名  | [ 24 ]        |
| 奥斯卡金像奖               | 2018年3月4日   | 最佳原创歌曲                 | 浩瀚之河 — 玛丽·布莱姬、拉斐尔·萨迪克、陶拉·斯廷森                                                                                   | 提名  | [ 24 ]        |
| 女性电影记者联盟           | 2018年1月9日   | 最佳改编剧本                 | 迪·里斯、维吉尔·威廉姆斯 | 提名  | [ 25 ]        |
| 女性电影记者联盟           | 2018年1月9日   | 最佳女配角                   | 玛丽·布莱姬 | 提名  | [ 25 ]        |
| 女性电影记者联盟           | 2018年1月9日   | 最佳选角导演                 | 比利·霍普金斯（Billy Hopkins）、阿什利·英格拉姆（Ashley Ingram）                                                                     | 獲獎  | [ 25 ]        |
| 女性电影记者联盟           | 2018年1月9日   | 最佳女性导演                 | 迪·里斯 | 提名  | [ 25 ]        |
| 女性电影记者联盟           | 2018年1月9日   | 最佳女性编剧                 | 迪·里斯、维吉尔·威廉姆斯 | 提名  | [ 25 ]        |
| 美国电影摄影师协会         | 2018年2月17日  | 最佳院线片摄影               | 蕾切尔·莫里森 | 提名  | [ 26 ]        |
| 奥斯汀影评人协会           | 2018年1月8日   | 最佳女配角                   | 玛丽·布莱姬 | 提名  | [ 27 ]        |
| 奥斯汀影评人协会           | 2018年1月8日   | 最佳改编剧本                 | 迪·里斯、维吉尔·威廉姆斯 | 提名  | [ 27 ]        |
| 奥斯汀影评人协会           | 2018年1月8日   | 最佳摄影                     | 蕾切尔·莫里森 | 提名  | [ 27 ]        |
| 黑胶卷奖                   | 2018年2月22日  | 最佳影片                     | 《泥土之界》 | 提名  | [ 28 ]        |
| 黑胶卷奖                   | 2018年2月22日  | 最佳导演                     | 迪·里斯 | 提名  | [ 28 ]        |
| 黑胶卷奖                   | 2018年2月22日  | 最佳男配角                   | 杰森·米切尔 | 獲獎  | [ 28 ]        |
| 黑胶卷奖                   | 2018年2月22日  | 最佳女配角                   | 玛丽·布莱姬 | 提名  | [ 28 ]        |
| 黑胶卷奖                   | 2018年2月22日  | 最佳编剧                     | 迪·里斯、维吉尔·威廉姆斯 | 提名  | [ 28 ]        |
| 黑胶卷奖                   | 2018年2月22日  | 最佳群体演出                 | 比利·霍普金斯（Billy Hopkins）、阿什利·英格拉姆（Ashley Ingram）                                                                     | 獲獎  | [ 28 ]        |
| 黑胶卷奖                   | 2018年2月22日  | 最佳原创歌曲                 | 浩瀚之河 — 玛丽·布莱姬、拉斐尔·萨迪克、陶拉·斯廷森                                                                                   | 獲獎  | [ 28 ]        |
| 黑胶卷奖                   | 2018年2月22日  | 最佳女性表演                 | 玛丽·布莱姬 | 提名  | [ 28 ]        |
| 芝加哥影评人协会           | 2017年12月12日 | 最佳男配角                   | 杰森·米切尔 | 提名  | [ 29 ] [ 30 ] |
| 芝加哥影评人协会           | 2017年12月12日 | 最佳女配角                   | 玛丽·布莱姬 | 提名  | [ 29 ] [ 30 ] |
| 芝加哥影评人协会           | 2017年12月12日 | 最佳改编剧本                 | 迪·里斯、维吉尔·威廉姆斯 | 提名  | [ 29 ] [ 30 ] |
| 芝加哥影评人协会           | 2017年12月12日 | 最佳摄影                     | 蕾切尔·莫里森 | 提名  | [ 29 ] [ 30 ] |
| 评论家选择电影奖           | 2018年1月11日  | 最佳女配角                   | 玛丽·布莱姬 | 提名  | [ 31 ]        |
| 评论家选择电影奖           | 2018年1月11日  | 最佳整體演出                 | 《泥土之界》 | 提名  | [ 31 ]        |
| 评论家选择电影奖           | 2018年1月11日  | 最佳改编剧本                 | 迪·里斯、维吉尔·威廉姆斯 | 提名  | [ 31 ]        |
| 评论家选择电影奖           | 2018年1月11日  | 最佳攝影                     | 蕾切尔·莫里森 | 提名  | [ 31 ]        |
| 达拉斯—沃斯堡影评人协会    | 2017年12月13日 | 最佳女配角                   | 玛丽·布莱姬 | 第3名 | [ 32 ]        |
| 底特律影评人协会           | 2017年12月7日  | 最佳群体演出                 | 《泥土之界》 | 提名  | [ 33 ]        |
| 多利安奖                   | 2018年2月24日  | 年度最佳女配角               | 玛丽·布莱姬 | 提名  | [ 34 ] [ 35 ] |
| 佛罗里达影评人协会         | 2017年12月23日 | 最佳女配角                   | 玛丽·布莱姬 | 提名  | [ 36 ] [ 37 ] |
| 乔治亚影评人协会           | 2018年1月12日  | 最佳改编剧本                 | 迪·里斯、维吉尔·威廉姆斯 | 提名  | [ 38 ]        |
| 乔治亚影评人协会           | 2018年1月12日  | 最佳摄影                     | 蕾切尔·莫里森 | 提名  | [ 38 ]        |
| 乔治亚影评人协会           | 2018年1月12日  | 最佳原创歌曲                 | 浩瀚之河 — 玛丽·布莱姬、拉斐尔·萨迪克、陶拉·斯廷森                                                                                   | 提名  | [ 38 ]        |
| 乔治亚影评人协会           | 2018年1月12日  | 最佳群戏                     | 《泥土之界》 | 提名  | [ 38 ]        |
| 金球獎                     | 2018年1月7日   | 最佳電影女配角               | 玛丽·布莱姬 | 提名  | [ 39 ]        |
| 金球獎                     | 2018年1月7日   | 最佳原創歌曲                 | 浩瀚之河 — 玛丽·布莱姬、拉斐尔·萨迪克、陶拉·斯廷森                                                                                   | 提名  | [ 39 ]        |
| 金番茄奖                   | 2018年1月3日   | 2017年度最佳部分院线上映电影 | 《泥土之界》 | 第5名 | [ 40 ]        |
| 金番茄奖                   | 2018年1月3日   | 2017年度最佳剧情片           | 《泥土之界》 | 第3名 | [ 40 ]        |
| 哥谭奖                     | 2017年11月27日 | 最具突破演员                 | 玛丽·布莱姬 | 提名  | [ 41 ]        |
| 哥谭奖                     | 2017年11月27日 | 最佳群戏评审团特别奖         | 《泥土之界》 | 獲獎  | [ 41 ]        |
| 音乐监督工会奖             | 2018年2月8日   | 最佳电影歌曲                 | 浩瀚之河 | 提名  | [ 42 ]        |
| 好萊塢電影獎               | 2017年11月5日  | 好莱坞最佳群戏               | 《泥土之界》 | 獲獎  | [ 43 ]        |
| 好萊塢電影獎               | 2017年11月5日  | 好莱坞最具突破女演员         | 玛丽·布莱姬 | 獲獎  | [ 43 ]        |
| 好莱坞音乐媒体奖           | 2017年11月16日 | 最佳电影原创配乐             | 塔玛-卡利 | 提名  | [ 44 ]        |
| 好莱坞音乐媒体奖           | 2017年11月16日 | 最佳电影原创歌曲             | 浩瀚之河 — 玛丽·布莱姬、拉斐尔·萨迪克、陶拉·斯廷森                                                                                   | 提名  | [ 44 ]        |
| 人道主义奖                 | 2018年2月16日  | 最佳剧情片                   | 迪·里斯、维吉尔·威廉姆斯 | 獲獎  | [ 45 ]        |
| 獨立精神獎                 | 2018年3月3日   | 罗伯特·奥特曼奖              | 迪·里斯、比利·霍普金斯、阿什利·英格拉姆、喬納森·班克斯、玛丽·布莱姬、傑森·克拉克、蓋瑞特·荷德倫、杰森·米切尔、羅伯·摩根、嘉莉·慕萊根 | 獲獎  | [ 46 ]        |
| IndieWire荣誉奖            | 2017年11月2日  | 最具突破演员                 | 玛丽·布莱姬 | 獲獎  | [ 47 ]        |
| 勘景工会奖                 | 2017年4月7日   | 最佳历史片勘景               | 怀斯·沃尔夫（Wise Wolfe）、伊姆雷·莱格曼（Imre Legman）                                                                              | 提名  | [ 48 ]        |
| 洛杉磯影評人協會           | 2018年1月13日  | 最佳女配角                   | 玛丽·布莱姬 | 亚军  | [ 49 ]        |
| 紐約影評人協會             | 2018年1月3日   | 最佳摄影                     | 蕾切尔·莫里森 | 獲獎  | [ 50 ]        |
| 纽约在线影评人协会         | 2017年12月20日 | 最佳影片                     | 《泥土之界》 | 獲獎  | [ 51 ]        |
| 纽约在线影评人协会         | 2017年12月20日 | 最佳导演                     | 迪·里斯 | 獲獎  | [ 51 ]        |
| 纽约在线影评人协会         | 2017年12月20日 | 最佳群戏                     | 《泥土之界》 | 獲獎  | [ 51 ]        |
| 纽约在线影评人协会         | 2017年12月20日 | 年度十佳电影                 | 《泥土之界》 | 獲獎  | [ 51 ]        |
| 在线影评人协会             | 2017年12月28日 | 最佳女配角                   | 玛丽·布莱姬 | 提名  | [ 52 ] [ 53 ] |
| 在线影评人协会             | 2017年12月28日 | 最佳摄影                     | 蕾切尔·莫里森 | 提名  | [ 52 ] [ 53 ] |
| 聖地牙哥影評人協會         | 2017年12月11日 | 最佳改编剧本                 | 迪·里斯、维吉尔·威廉姆斯 | 亚军  | [ 54 ] [ 55 ] |
| 聖地牙哥影評人協會         | 2017年12月11日 | 最佳群戏                     | 《泥土之界》 | 獲獎  | [ 54 ] [ 55 ] |
| 舊金山灣區影評人協會       | 2017年12月10日 | 最佳改编剧本                 | 迪·里斯、维吉尔·威廉姆斯 | 提名  | [ 56 ]        |
| 圣巴巴拉国际电影节         | 2018年1月31日  | 大师奖                       | 玛丽·布莱姬 | 獲獎  | [ 57 ]        |
| 卫星奖                     | 2018年2月10日  | 最佳電影                     | 《泥土之界》 | 提名  | [ 58 ]        |
| 卫星奖                     | 2018年2月10日  | 最佳导演                     | 迪·里斯 | 提名  | [ 58 ]        |
| 卫星奖                     | 2018年2月10日  | 最佳女配角                   | 玛丽·布莱姬 | 提名  | [ 58 ]        |
| 美國演員工會獎             | 2018年1月21日  | 最佳群戏                     | 《泥土之界》 | 提名  | [ 59 ]        |
| 美國演員工會獎             | 2018年1月21日  | 最佳女配角                   | 玛丽·布莱姬 | 提名  | [ 59 ]        |
| 圣路易斯影评人协会         | 2017年12月17日 | 最佳改编剧本                 | 迪·里斯、维吉尔·威廉姆斯 | 提名  | [ 60 ] [ 61 ] |
| 南加州大学剧本创作奖       | 2018年2月10日  | 最佳编剧                     | 迪·里斯、维吉尔·威廉姆斯、希拉里·乔丹                                                                                                | 提名  | [ 62 ]        |
| 华盛顿特区影评人协会       | 2017年12月8日  | 最佳导演                     | 迪·里斯 | 提名  | [ 63 ]        |
| 华盛顿特区影评人协会       | 2017年12月8日  | 最佳男配角                   | 杰森·米切尔 | 提名  | [ 63 ]        |
| 华盛顿特区影评人协会       | 2017年12月8日  | 最佳女配角                   | 玛丽·布莱姬 | 提名  | [ 63 ]        |
| 华盛顿特区影评人协会       | 2017年12月8日  | 最佳改编剧本                 | 迪·里斯、维吉尔·威廉姆斯 | 獲獎  | [ 63 ]        |
| 华盛顿特区影评人协会       | 2017年12月8日  | 最佳摄影                     | 蕾切尔·莫里森 | 提名  | [ 63 ]        |
| 华盛顿特区影评人协会       | 2017年12月8日  | 最佳群戏                     | 《泥土之界》 | 提名  | [ 63 ]        |
| 女性影评人协会             | 2017年12月17日 | 最佳女性影片                 | 《泥土之界》 | 提名  | [ 64 ] [ 65 ] |
| 女性影评人协会             | 2017年12月17日 | 最佳女性编剧                 | 迪·里斯 | 提名  | [ 64 ] [ 65 ] |
| 女性影评人协会             | 2017年12月17日 | 约瑟芬·贝克奖                | 《泥土之界》 | 獲獎  | [ 64 ] [ 65 ] |
| 女性影评人协会             | 2017年12月17日 | 卡伦·莫利奖                  | 《泥土之界》 | 提名  | [ 64 ] [ 65 ] |
| 女性影评人协会             | 2017年12月17日 | 电影制作人勇气奖             | 迪·里斯 | 獲獎  | [ 64 ] [ 65 ] |
| 美国编剧工会奖             | 2018年2月11日  | 最佳改编剧本                 | 迪·里斯、维吉尔·威廉姆斯 | 提名  | [ 66 ]        |

1. ↑  与《郵報：密戰》评分
2. ↑  与《歡迎光臨奇幻城堡》平分